# ويلي كولوم
ويليام «ويلي» كولوم ((بالإنجليزية: Willie Collum)؛ مواليد 18 يناير 1979) هو حكم كرة قدم اسكتلندي. بدأ مسيرته التحكيمية في سنة 2000. قرر الاتحاد الدولي لكرة القدم اعتماده حكما دولياً في سنة 2006.

## روابط خارجية
- ويلي كولوم على موقع Soccerway.com (الإنجليزية)